# 羅里·薩巴蒂尼
羅里·薩巴蒂尼（英語：Rory Sabbatini，1976年4月2日—）是一位南非、斯洛伐克職業高爾夫球手。出生於南非德班。萨巴蒂尼從4歲起開始打高尔夫球，於1998年起成為職業選手，1999年開始參加PGA巡迴賽的賽事。他曾先后獲得過4項PGA巡迴賽賽事冠軍。在2007年9月，萨巴蒂尼位列世界排名前10。薩巴蒂尼代表斯洛伐克在2020年夏季奧運會上獲得男子個人銀牌。

## 外部連結
- 官方網站 （页面存档备份，存于）
- PGA巡迴賽網站上的介紹